# 薩維納爾島
薩維納爾島（Cayo Sabinal）是古巴的島嶼，位於該國北岸，屬於國王花園群島的一部分，由卡馬圭省負責管轄，長30公里、寬8公里，面積335平方公里，是熱門的旅遊地點。
21°40′00″N 77°18′00″W / 21.6666667°N 77.3°W